# Christoph Friedrich Elsner

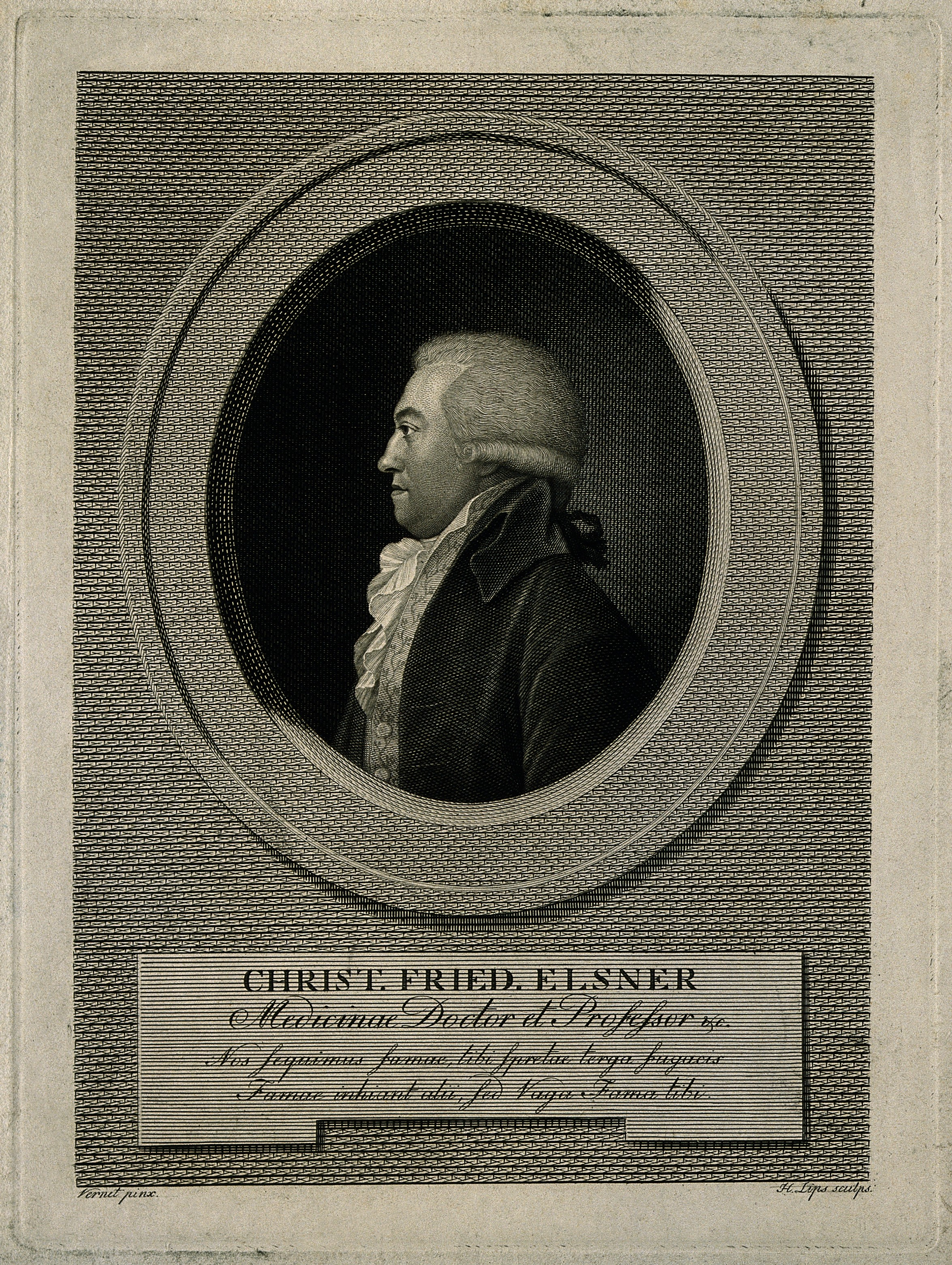

Christoph Friedrich Elsner (* 14. Januar 1749 in Königsberg (Preußen); † 19. April 1820 ebenda) war ein deutscher Mediziner.

## Leben
Der Sohn des Bäckermeisters Friedrich Elsner studierte ab 1766 an der Universität Königsberg. Nach dem Medizinstudium wurde er 1774 zum Doktor der Medizin promoviert und wurde danach Arzt des Bartensteinischen Kreises in Bartenstein (Ostpreußen). 1785 erhielt er einen Ruf als ordentlicher Professor an die medizinische Fakultät in Königsberg und wurde dort 1805 erster ordentlicher Professor.
Damit verbunden wurde er zum Medizinalrat und 1809 zum Regierungsrat ernannt. Elsnert war er in den Wintersemestern 1791/92, 1795/96, 1799/1800, 1803/04 sowie 1807/08 Rektor der Alma Mater und 1811/12 gleichbedeutender Prorektor.
Elsner wurde 1788 Mitglied der Freimaurerloge Zu den drei Kronen in Königsberg und war ab 1791 deren Bibliothekar. Nach dem Edikt wegen der geheimen Verbindungen trat er 1800 aus der Loge aus.
Sein Sohn Christoph Johann Heinrich Elsner (1777–1834) erlangte ebenfalls Bedeutung.

## Werke
- Diss. de magnesia Edinburgensi. Königsberg 1773
- Diss. Medica Disqvisitionem Exhibens. Königsberg 1774 (Digitalisat)
- Diss. inaug. Analecta de methodis determinandi medicamentorum virtutes. Königsberg 1774
- Diss. Disquifitionem exhibens: num sulphur interne adhibitum jure medicamentorum habeatur. Königsberg 1774
- Abhandlung über die Brustbräune. I Versuch Königsberg 1778
- Beiträge zur Fieberlehre. Königsberg 1782 (Online), 1789
- Medicinisch-gerichtliche Bibliothek. 8 St. In 2. Bd. Königsberg 1784–1786
- Diss. de dysenteriae differentiis commentarius primus. Königsberg 1786
- Progr. Spicilegium ad anginam maxillarem. Königsberg 1786
- Ein Paar Worte über die Pocken und über die Inokulation derselben, gelegentlich niedergeschrieben. Königsberg 1787 (Online)
- Progr. Colli curvi atque inclinati historia, quae sit testulae meae suffragium de magnetismo animali. Königsberg 1787 (Online)
- Progr. I & II de lichene Islandico. Königsberg 1791
- Diss. de pneumonia putrida. Königsberg 1791
- Progr. Animadversionum de morbis exanthematicis, Particula I & II. Königsberg 1793
- Ueber die Verhältnisse zwischen dem Arzt, dem Kranken und dessen Angehörigen. 1. St. Königsberg 1794
- Opuscula academica. Königsberg 1800
- Bericht über den Gesundheitszustand der königlichen Provinz Ostpreußen und Litthauen im Jahr 1801. Königsberg 1802
- Oratio de novae pestis Americanae ortu; quam habuit etc. Königsberg 1804